# میهو نو ماتسوبارا
میهو نو ماتسوبارا (به ژاپنی: 三保の松原 Miho no Matsubara) منطقه‌ای خوش منظره در شیمیزو-کو، شیزوئوکا از شهر شیزوئوکا، ژاپن است.